# New Drug Application

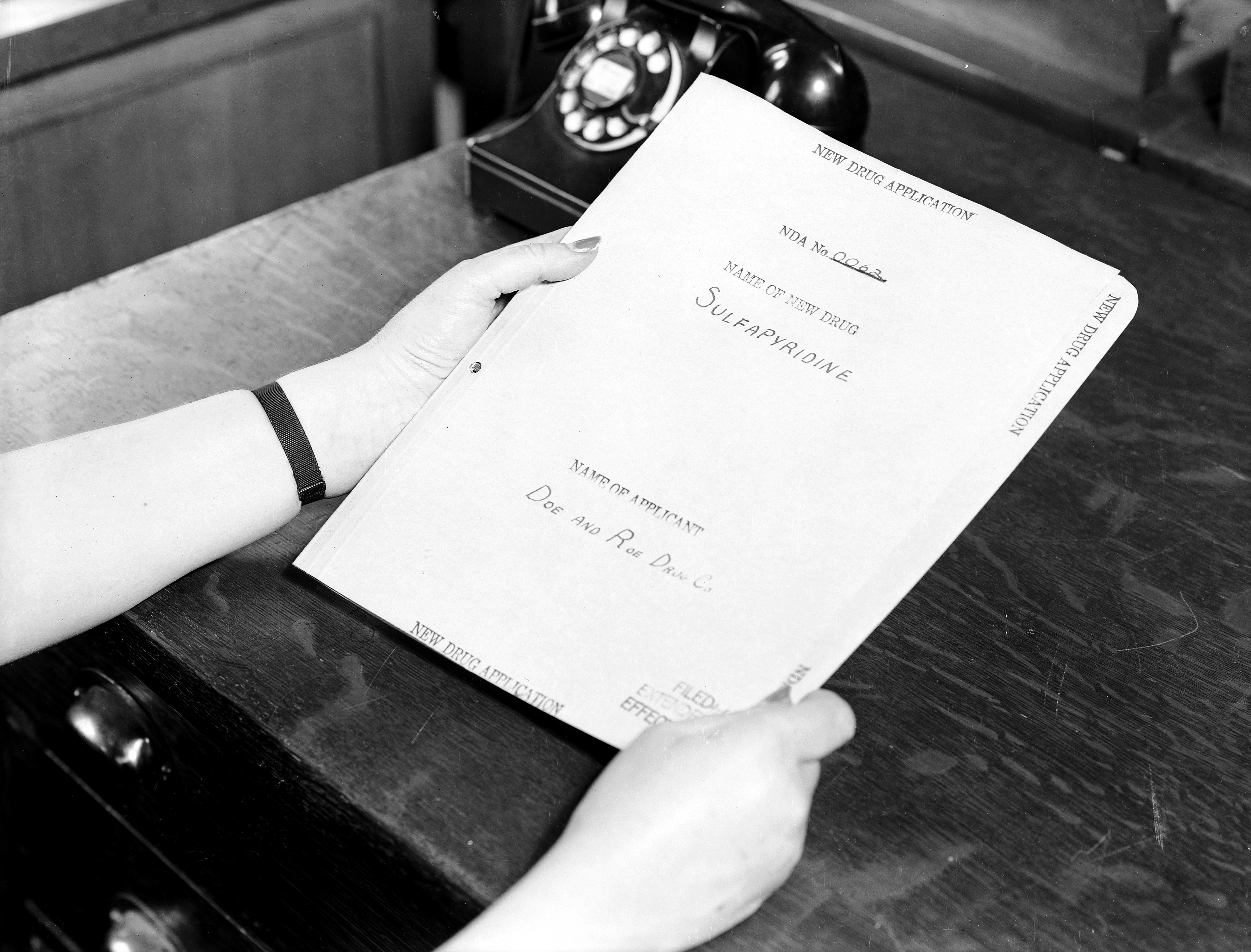
Beispiel einer New Drug Application

Die New Drug Application (NDA) stellt den Antrag auf Arzneimittelzulassung bei der US-amerikanischen Behörde für Lebensmittel- und Arzneimittelsicherheit (FDA) dar, welchen Arzneimittelhersteller stellen müssen, um eine Marktzulassung zu erhalten. Die behördliche Arzneimittelzulassung ist erforderlich, um ein industriell hergestelltes, verwendungsfertiges Arzneimittel anbieten, vertreiben oder abgeben zu können. Das Ziel eines NDA-Antrags ist, der FDA ausreichende Informationen zur Verfügung zu stellen, um nachfolgende Fragen beurteilen zu können:
- Ist das Arzneimittel bei bestimmungsgemäßem Gebrauch sicher und wirksam und überwiegt der pharmazeutische Nutzen die Risiken?
- Sind die Gebrauchsinformation (Packungsbeilage) sowie die Packungsbeschriftung von ausreichender Qualität?
- Sind die verwendeten Herstellungsmethoden (Good Manufacturing Practice, GMP) sowie die Kontrollen, die zur Kontrolle des Arzneimittels eingesetzt werden geeignet, um Identität, Stärke, Qualität und Reinheit zu gewährleisten?

## Investigational new drug application
Um die behördliche Erlaubnis für die Testung eines Arzneimittels an Menschen (klinische Studien) zu erhalten, muss der Antragsteller zunächst einen sogenannten „Investigational new drug“-Antrag (IND) an die FDA stellen. Dieser Antrag basiert auf präklinischen Daten, die typischerweise aus Tierversuchen erhoben wurden und welche zeigen, dass das Arzneimittel die notwendige Sicherheit aufweist, um an Menschen getestet zu werden.

## Der NDA-Antrag
Die Ergebnisse der Arzneimittel-Tests werden in einem FDA-genehmigten Dokument, der Gebrauchsinformation, festgeschrieben. Die Gebrauchsinformation wird von der FDA und den Arzneimittelherstellern im Internet publiziert sowie als Packungsbeilage dem Arzneimittel beigelegt. Hintergrund dieser Maßnahme ist es, dem Gesundheitswesen und den Patienten adäquate Informationen und Anweisungen zur korrekten Verwendung eines Arzneimittels zur Verfügung zu stellen.
Die für einen NDA-Antrag notwendige Dokumentation umfasst die Gesamtheit aller Informationen über ein Arzneimittel. So sind die Ergebnisse der präklinischen und klinischen Studien, die Formulierung, die Pharmakologie und eine ausführliche Beschreibung des Herstellungsprozesses wichtige Bestandteile des Dokuments. Nach der Genehmigung eines NDA, d. h. nach Erhalt einer Zulassung, kann das Arzneimittel in den USA in den Verkehr gebracht werden.
Sobald der Antrag an die FDA übermittelt wurde, hat die FDA 60 Tage Zeit, um einen vorläufigen Bericht ("preliminary review") zu erstellen, aus welchem hervorgeht, ob der Antrag alle erforderlichen Unterlagen aufweist, um anschließend genauer geprüft zu werden. Sollte dies nicht der Fall sein (Gründe hierfür reichen von einfachen administrativen Fehlern bis hin zum Fehlen von Studiendaten), weist die FDA den Antrag mit einer sogenannten „Refuse to file“-Mitteilung zurück, welche dem Antragsteller schildert, welche Bestandteile des NDA nicht den geforderten Bedingungen entsprachen.
Wenn der NDA-Antrag alle notwendigen Informationen enthält, wird dies dem Antragsteller ebenfalls mitgeteilt ("74-day letter") und die FDA hat 10 Monate Zeit, um den NDA-Antrag genauer zu prüfen und schließlich zu entscheiden, ob eine Zulassung erteilt wird. Bei einem beschleunigten Verfahren ("fast-track"), das vor allem bei Produkten mit besonders wichtigem therapeutischen Nutzen angewendet werden kann, beträgt diese Zeit nur ca. 6 Monate.
Von den 131 gestellten NDA-Anträgen 2009, wurden 94 in elektronischer Form, im sogenannten eCTD-Format eingereicht.

## Anträge bei biologischen und generischen Produkten
Für Biopharmazeutika, wie z. B. Vakzine oder rekombinante Proteine, wird anstelle einer NDA eine sogenannte „biological license application“ (BLA) gestellt. Da die Herstellung biologischer Arzneimittel sich grundlegend von der Herstellung chemisch synthetisierter Pharmazeutika unterscheidet, ist hierfür ein abgewandelter Zulassungsprozess notwendig.
Für Generika, deren Originator-Produkte bereits über einen NDA-Antrag zugelassen wurden, wird eine sogenannte „abbreviated new drug application“ (ANDA) eingereicht. Bei dieser Antragsform sind die benötigten Informationen zu präklinischen und klinischen Studien nicht so detailliert wie bei einer NDA. In diesem Fall reicht es aus, wenn der Antragsteller wissenschaftlich belegen kann, dass das Generikum und das Originator-Produkt im Wesentlichen gleich ("essentially similar") sind. Dies kann u. a. durch sogenannte Bioverfügbarkeits-Studien belegt werden.

## Referenzen
- http://www.fda.gov/Drugs/DevelopmentApprovalProcess/HowDrugsareDevelopedandApproved/ApprovalApplications/default.htm